# Vedea (Teleorman)
Pour les articles homonymes, voir Vedea (homonymie).
Vedea est une commune du județ de Teleorman en Roumanie.